# コメン
コメン（Komen, イタリア語：Comeno, ドイツ語：Komein）はスロベニアの市。

## 歴史
中世ではフリウーリ公国の一部だったが、13世紀にゴリツィア伯国に含まれた。
コメンが記録に初めて現れたのは1247年である。1500年に全ての地域は支配下に置かれ、1918年までゴリツィアとグラディスカ伯国に含まれた。
第一次世界大戦の間、地方自治体の西部はイゾンツォの戦いで破壊された。第一次世界大戦が終わった1918年11月にイタリア軍に占領され、1920年のラパッロ条約でイタリアに併合された。
1944年2月15日にコメンの村はパルチザンの抵抗活動に対する報復としてナチス・ドイツの軍に焼き払われた。生き残った住人は強制的にバイエルンに移住させられ、第二次世界大戦後に彼らは戻ってきた。
1947年、ユーゴスラビアの一部になり、1991年にスロベニアの独立に伴いスロベニア共和国の一部になった。